# 图像匹配问题
图像匹配问题是一種圖像分析與處理技術。例如有兩張都是用無人機對同一地點拍攝的圖，一張圖的拍攝的面積較大，另一張拍攝的面積較小，後者被包含在前者裡面。图像匹配问题就是要從前者的照片中找到後者，或者研究兩者之間的關係。其中照片的主要差异有相机的拍摄角度、不同的拍摄时间、以及物体的位置。
图像匹配是计算机视觉中的一个基本问题，计算机视觉研究者金出武雄曾经说过，计算机视觉的三个基本问题就是：“对应关系、对应关系和对应关系！”。在许多相关应用中，图像匹配是基础:光流、密集立体视觉、运动结构恢复（SfM）、和视觉SLAM，以及跨场景对应关系。

## 另外参见
- 立体观测
- 视差
- 摄影测量法
- 深度知觉
- 立体视觉
- 计算机视觉
- 基本矩阵
- 联合相容分枝定界算法

### 扩展阅读
- D. Scharstein and R. Szeliski. A Taxonomy and Evaluation of Dense Two-Frame Stereo Correspondence Algorithms. (PDF)